# Петровцій Іван Юрійович
Іван Юрійович Петровцій (22 травня 1945 року, Осій, Закарпатська Україна — 1 січня 2016 року, село Ільниця, Іршавський район, Закарпатська область, Україна) — український письменник та перекладач,  який наприкінці життя волів себе позиціонувати як "карпаторусинський прозаїк". Громадський діяч, відомий пропагандою політичного русинства. 

## Біографія
Закінчив школу в Ільниці. Працював вантажником, різноробочим, шахтарем в Краснодоні, шофером, токарем. Служив в радянській армії в Дрездені.
У 1973 році закінчив факультет французької філології в Ужгородському університеті. Працював учителем у рідному селі, потім — журналістом.
До 1990-х років писав українською мовою. Мав тривалий конфлікт з письменником Іваном Чендеєм - той, разом з колегами, був відображений у детективному романі Manumissio, у рисах злочинців якого легко впізнавалися «прототипи» під псевдонимами, що Петровцій згодом визнав на власному сайті, розкрикши псевдоніми героїв. У 1990-ті роки став активістом карпаторусинського руху, і після виключення зі Спілки письменників України почав писати винятково русинською мовою.

## Творчість
- Перекладав українською книги інших авторів з угорської, французької, російської мов. Перекладав Пушкіна і Бодлера, Петефі та Франко, Балу і Гюго.
- Написав і опублікував багато власних книг українською мовами. У співдружності з композитором і співаком, народним артистом України Іваном Поповичем написав понад три десятки пісень.[3]

## Нагороди
- Премія імені Дьюли Ійєша Угорського Союзу письменників (1994),
- Премія за кращу сатиру «Хитрий Петро» (1997, Болгарія),
- Міжнародна премія за русинську літературу імені Олександра Духновича (1998),